# Birgitta Flick
Birgitta Flick (* 21. August 1985 in Filderstadt) ist eine deutsche Jazzmusikerin (Saxophon, Komposition).

## Leben und Wirken
Flick wuchs in Neubrandenburg auf und erhielt zunächst Blockflöten- und Klavierunterricht. Mit 13 Jahren begann sie, Saxophon zu spielen. 2002 zog sie nach Berlin, wo sie als Jungstudentin an der Hochschule für Musik „Hanns Eisler“ Berlin bis 2005 gefördert wurde. Zwischen 2005 und 2010 studierte sie am Jazz-Institut Berlin bei Peter Weniger und Kurt Rosenwinkel; 2008 verbrachte sie ein Semester an der Musikhochschule Stockholm bei Johan Hörlén. 2014/2015 studierte sie bei Connie Crothers.
Daneben war sie im Berliner JugendJazzOrchester und im Bundesjazzorchester tätig, aber auch in Christof Grieses Bigband JayJayBeCe. Mit dem Charlottenburger Saxophonquartett gewann sie 2005 beim bundesweiten Wettbewerb Jugend jazzt.
Flick komponiert nicht nur für ihr Birgitta Flick Quartett, sondern auch für das Quintett Flickstick, das sie gemeinsam mit der Posaunistin Lisa Stick leitete und das 2012 den IS.BH-Förderpreis bei JazzBaltica erhielt. Mit der Sängerin Lina Nyberg, den Gastsolisten Silke Eberhard und Nico Lohmann und ihrem Birgitta Flick Quartett nahm Walter Quintus ihr Album Dalarna auf, das die Hirtenmusik der schwedischen Region Dalarna reflektiert.
Weiterhin arbeitete sie im Nico Lohmann Quintett, mit dem sie auch zwei Alben einspielte und dem Peter Tenner Jazz Orchester. Mit dem German Women`s Jazz Orchestra unter Leitung von Angelika Niescier trat sie im Nahen Osten und Ägypten auf. Sie ist auch auf Alben mit dem Antje Rößeler Trio (Stockholm) und von Pål Nyberg (Lowlands) zu hören. Flick ist auf Festivals wie der Jazzwoche Burghausen, Elbjazz, JazzBaltica, Cairo Jazzfestival und dem Festival New Sound Made in Stockholm aufgetreten. Ihr Song „PlanetWoman“, den sie für die schwedische Vokalgruppe VoNo verfasste, wurde 2025 mit einem Deutschen Jazzpreis als „Komposition des Jahres“ ausgezeichnet.

## Diskographische Hinweise
- Yingying (Double Moon Records 2013, mit Andreas Schmidt, Andreas Edelmann, Max Andrzejewski)[4]
- Flickstick Hymn (WismART 2014, mit Lisa Stick, Aleksi Ranta, Max und Christian Augustin)
- Dalarna (Double Moon Records 2016)[5]
- Carol Liebowitz/Birgitta Flick: Malita-Malika (Leo Records, 2018)
- Birgitta Flick Quartet Miniatures and Fragments (Double Moon Records, 2022, mit Andreas Schmidt, James Banner, Max Andrzejewski)[6]
- Birgitta Flick & Antje Rößeler: Sending a Phoenix (WismART 2024)[7]